# Jan Proot
Jan Proot (Delft, 25 september 1741 – Leiden, 30 juni 1800) was een politicus ten tijde van de Bataafse Republiek.

## Familie
Proot was een zoon van de koopman Jan Proot (1713-1785) en Johanna Francisca Molenschot (1708-1791). Hij trouwde in 1775 met Maria Jacoba a Roy (1752-1791), uit dit huwelijk werden drie zoons en drie dochters geboren.

## Loopbaan
Proot was olieslager en houtkoper in Leiderdorp. Hij was lid van de provisionele municipaliteit van Leiderdorp (1795) en werd afgevaardigd als lid naar de Eerste Nationale Vergadering (1796-1797), Tweede Nationale Vergadering (1797-1798), de Constituerende Vergadering (1798) en Eerste Kamer (1798) van het Vertegenwoordigend Lichaam en van het Intermediair Wetgevend Lichaam (1798).
Proot overleed in 1800, op 60-jarige leeftijd.